# Fukui
Fukui (福井市?, Fukui-shi) è una città giapponese di 264.217 (2017) abitanti ed è il capoluogo dell'omonima prefettura.

## Monumenti e luoghi di interesse

### Siti e edifici antichi
- Rovine storiche della famiglia Ichijōdani Asakura, bene culturale importante dal 2007
- Castello di Fukui
- Castello Kitanosho

### Musei
- Museo prefetturale dei dinosauri di Fukui
- Museo delle belle arti di Fukui

### Luoghi di culto
- Pagoda della pace, seconda al mondo del suo genere, inaugurata nel 1959

## Amministrazione

### Gemellaggi
- New Brunswick, Stati Uniti dal 1982
- Hangzhou, Cina dal 1989
- Winsen (Luhe), Germania
- Fullerton, Stati Uniti dal 1989
- Suwon, Corea del Sud dal 2001